# Saint-Priest-la-Vêtre
Saint-Priest-la-Vêtre is een gemeente in het Franse departement Loire (regio Auvergne-Rhône-Alpes) en telt 106 inwoners (1999). De plaats maakt deel uit van het arrondissement Montbrison.

## Geografie
De oppervlakte van Saint-Priest-la-Vêtre bedraagt 5,2 km², de bevolkingsdichtheid is 20,4 inwoners per km².
De onderstaande kaart toont de ligging van Saint-Priest-la-Vêtre met de belangrijkste infrastructuur en aangrenzende gemeenten.

## Demografie
Onderstaande figuur toont het verloop van het inwonertal (bron: INSEE-tellingen).